# Monticello
Monticello (tal.: za „Mala planina”) je posjed Thomasa Jeffersona (1743. – 1826.), autora Američke deklaracije o neovisnosti i treći predsjednik SAD-a, koji je bio također i talentirani arhitekt. Posjed, koji se nalazi odmah izvan grada Charlottesvillea u američkoj saveznoj državi Virginiji, je nekada bio plantaža od 5.000 ha na kojoj su robovi uglavnom uzgajali duhan i druge usjeve.
Monticello je najpoznatiji po istoimenoj vili koja se nalazi na 260 visokom brdu, a koju je u duhu neoklasicizma i načelima paladijanizma dizajnirao sam Thomas Jefferson 1772. god. Kuću je nadograđivao popularnim arhitektonskim elementima tog vremena tijekom cijelog svog predsjedničkog mandata, i u njoj se mogu naći mnoga originalna prostorna rješenja. Njezina jedinstvena arhitektura zasnovana na rječniku klasične antike simbolizira težnje novoosnovane američke republike kao nasljednice europske tradicije, ali i najavljuje kulturni eksperiment tzv. kolonijalne arhitekture zrele države. Zbog toga je Monticello, zajedno s izvornim zgradama Virginijskog sveučilišta (koje je također dizajnirao Jefferson), upisan na UNESCO-ov popis mjesta svjetske baštine u Sjevernoj Americi 1987. godine.

## Povijest
Ladanjsku kuću na posjedu Monticello Thomas Jefferson je prvobitno brižljivo projektirao 1769. godine kao malu kuću u engleskom paladijanskom stilu kako bi bila ugodna za boravak. No, nakon dugog boravka u Francuskoj, javila se potreba da ju preoblikuje. Naime, Jefferson, kao soba originalnog duha, želio je da njegov dom odiše francuskim idejama o udobnosti i engleske jednostavnosti, a bio je dovoljno vješt arhitekt-amater da bi to mogao i ostvariti. Zbog toga je od 1796. do 1808., preuredio vilu po uzoru na pariški hotel 18. stoljeća s izbočenim kubusima u kojima su se nalazile sobe neobičnih oblika.
Nakon jeffersonove smrti, njegova kćerka Martha Jefferson Randolph je prodala posjed. Nekoliko njegovih vlasnika, koji su se divili Jeffersonu, su pokušavali očuvati njegov izvorni izgled, što je prepoznala „Fundacija Tomasa Jeffersona” koja ga je otkupila 1923. godine. Danas je Monticello muzej i obrazovna institucija, te nacionalni spomenik povijesti za koji skrbi „Udruga Monticello” koju vode Jeffersonovi potomci.

## Odlike
Monticello sadrži mnoge specijalizirane građevine poput ćavlare i odaja kućnih robova uz vilu, cvjetnjaci u kojima je Jefferson eksperimentirao u uzgoju cvijeća, groblje u kojemu je pokopan, te velika polja duhana uz koja su se nalazile kolibe poljskih robova.
Monticello vila se skladno uzdiže iz slikovitog parka u kojemu je Jefferson pred kraj života uzgajao orhideje, povrće i cvijeće. Zapravo vila se doima skromnih dimenzija jer je donji kat skriven u samom brdu. Klasicistički utjecaj Palladija je najočitiji u skladnim i simetričnim proporcijama, blagim uzdignućem građevine i zabatnim trijemom iznad kojega se uzdiže osmerokutna kupola. Po tomu je slična paladijskoj vili Chiswick House koja je izgrađena 1726. – 29. u Londonu.
Izbočeni kubusi i unutarnja organizacija prostora je opet posuđena iz suvremenih pariških domova. Unutrašnjost, površine od oko 1000 m², je puna domišljatih uređaja, kao što je krevet u zidu između spavaće i dnevne sobe, tako da je stanar mogao izaći iz kreveta u bilo koju od tih soba. Također, kako je Jefferson smatrao da je namještaj traćenje prostora, trpezarijski stol se podizao samo tijekom objeda. Podovi su obojani u zelenu boju trave kako bi se unutra osjetio duh krajolika.

## Vanjske poveznice
- Službena stranica (engl.)
- Interaktivni pogled u kuću
- Galerija fotografija Monticella  Arhivirana inačica izvorne stranice od 19. svibnja 2020. (Wayback Machine)